# 1958 au Nouveau-Brunswick
Chronologie du Nouveau-Brunswick
- 1954
- 1955
- 1956
- 1957
- 1958
- 1959
- 1960
- 1961
- 1962

Cette page concerne des événements survenus en 1958 dans la province canadienne du Nouveau-Brunswick.

## Événements
- Création du Parc provincial Hopewell Rocks.
- 31 mars : lors des élections fédérales, les conservateurs remportent sept sièges dans la province, contre trois pour les libéraux.
- 6 juin : Joseph Leonard O'Brien succède à David Laurence MacLaren comme lieutenant-gouverneur du Nouveau-Brunswick.
- 11 octobre : le député de Kent Louis Robichaud est élu chef de l'Association libérale du Nouveau-Brunswick face à Andrew Wesley Stuart.

## Naissances
- 25 janvier : Mike Murphy, député.
- 24 décembre : Lyse Doucet, journaliste.

## Décès
- 8 octobre : Martin Robichaud, homme politique.